# Pandemia de COVID-19 în Spania
Pandemia de coronavirus din Spania este o pandemie în curs de desfășurare pe teritoriul Spaniei cauzată de noul coronavirus 2019-nCoV (SARS-CoV-2), virus care provoacă o infecție numită COVID-19, care poate fi asimptomatică, ușoară, moderată sau severă. Infecția severă include o pneumonie atipică severă manifestată clinic prin sindromul de detresă respiratorie acută.
Pandemia de coronavirus din Spania a fost confirmată prima dată la 31 ianuarie 2020, în  La Gomera când a fost confirmat pozitiv un turist german.
Pe 15 martie, în Spania erau 7.798 de cazuri confirmate, 517 de cazuri vindecate și 292 de decese, potrivit autorităților.